# Forest-Montiers
Forest-Montiers é uma comuna francesa na região administrativa de Altos da França, no departamento de Somme. Estende-se por uma área de 10,22 km². Em 2010 a comuna tinha 407 habitantes (densidade: 39,8 hab./km²).